# 博里·耶诺
博里·耶诺（匈牙利語：Jenő Bory，1879年11月9日—1959年12月20日）是一位匈牙利建筑师、雕塑家。
1903年，博里在布达佩斯取得建筑工程学位。之后，他进入美术学院学习雕塑。在此期间，博里遇到了未来的妻子。第一次世界大战期间，博里被派驻到塞拉耶佛，还因此获颁过勋章。他曾在美术学院和技术大学任教，任教时间分别为1911-46年、1921-44年。1943-45年间，他曾担任美术学院院长。他曾在塞克什白堡負責建设博里城堡（Bory castle），城堡中還有他和妻子的作品。